# Гоголевка (Крым)
Го́голевка  (до 1948 года Гейльбру́н, ранее Отеми́ш-Эли́; укр. Гоголівка, крымскотат. Ötemiş Eli, Отемиш Эли) — исчезнувшее село на юге Кировского района Республики Крым. В период с 1954 по 1968 годы было присоединено к селу Приветное. В настоящее время — район западной окраины села Приветное.

## История
Первое документальное упоминание села встречается в Камеральном Описании Крыма… 1784 года, судя по которому, в последний период Крымского ханства Утемиш Эли входил в Ширинский кадылык Кефинского каймаканства.
После присоединения Крыма к России (8) 19 апреля 1783 года, (8) 19 февраля 1784 года, именным указом Екатерины II сенату, на территории бывшего Крымского Ханства была образована Таврическая область и деревня была приписана к Левкопольскому, а после ликвидации в 1787 году Левкопольского — к Феодосийскому уезду Таврической области. После Павловских реформ, с 1796 по 1802 год, входила в Акмечетский уезд Новороссийской губернии. По новому административному делению, после создания 8 (20) октября 1802 года Таврической губернии, Отемиш-Эли был включён в состав Байрачской волости Феодосийского уезда.

По Ведомости о числе селений, названиях оных, в них дворов… состоящих в Феодосийском уезде от 14 октября 1805 года , в деревне Отемиш-Эли числилось 7 дворов и 57 жителей крымских татар. Согласно энциклопедическому словарю «Немцы России», селение Гейльбрун (нем. Heilbrunnen — лечебный источник) основали в 1809 году 40 семей лютеран из Вюртемберга, владевшие к 1811 году 709 десятинами земли. По другим данным уже в 1807 году в Гейльбруне была открыта начальная немецкая школа (со сроком обучения 7 лет). Преподавались Закон Божий, немецкий и русский языки, арифметика, география, чистописание, черчение, пение. В 1891 году в школе обучалось 17 мальчиков и 24 девочек. На военно-топографической карте генерал-майора Мухина 1817 года обозначены 2 деревни — Утемиш ели с 7 дворами и Томаш ели с 18, немецкого населения было 160 человек. В 1823 году в Гельбруне была построена церковь, к 1825 году число жителей достигло 212. После реформы волостного деления 1829 года Имамашай, согласно «Ведомости о казённых волостях Таврической губернии 1829 года», отнесли к Учкуйской волости (переименованной из Байрачской). Шарль Монтандон в своём «Путеводителе путешественника по Крыму, украшенный картами, планами, видами и виньетами…» 1833 года так описал селение 
В этой колонии 38 домов, церковь, дом пастора, образовательная школа и два красивых фонтана. Все жители, числом 274 человека — земледельцы. Молодой виноградник пока насчитывает лишь 12 000 лоз.
 На карте 1836 года немецкая колония Утемиш-Эли, или Гельбрун, обозначена с 38 дворами, как и на карте 1842 года. В 1857 году община владела 1046 десятинами, при 17 дворах и 21 безземельной семье, а год спустя жителей насчитывалось 296.
В 1860-х годах, после земской реформы Александра II, деревню приписали к Шейих-Монахской волости. Согласно «Списку населённых мест Таврической губернии по сведениям 1864 года», составленному по результатам VIII ревизии 1864 года, Гейльбрун (он же Темеш-Эли) — немецкая колония ведомства попечения колонистам, с 40 дворами, 275 жителями и лютеранской церковью при речке Мокром Эндоле. На трёхверстовой карте 1865—1876 года в немецкой колонии Утемиш-эли (Гейльбрун) обозначено 38 дворов, а 4 июня 1871 года были высочайше утверждены Правила об устройстве поселян-собственников (бывших колонистов)…, согласно которым образовывалась немецкая Цюрихтальская волость и Гельбрун включили в её состав. На 1886 год в немецкой колонии Гейльбрун (или Отелиш-эли), согласно справочнику «Волости и важнейшие селения Европейской России», проживало 268 человек в 41 домохозяйстве, действовали молитвенный дом, школа и лавка. По «Памятной книге Таврической губернии 1889 года», по результатам Х ревизии 1887 года, в деревне числилось 45 дворов и 226 жителей. На верстовой карте 1890 года в деревне обозначено 38 дворов с немецким населением По «…Памятной книжке Таврической губернии на 1892 год» в деревне Гейльбрун, входившей в Гейльбрунское сельское общество, числилось 122 жителя в 28 домохозяйствах. По «…Памятной книжке Таврической губернии на 1900 год» в деревне Гейльбрун числилось 239 жителей в 40 дворах в 1905 году — 225 человек. На 1902 год в деревне работал фельдшер. По Статистическому справочнику Таврической губернии. Ч.II-я. Статистический очерк, выпуск пятый Феодосийский уезд, 1915 год, в селе Гейльбрун Цюрихтальской волости Феодосийского уезда числилось 38 дворов (18 дворов с землёй, 20 — безземельные) с немецким населением в количестве 125 человек приписных жителей и 116 «посторонних», из которых 124 мужчины и 116 женщин. Жители владели 1095 десятинами удобной земли. В хозяйствах имелось 98 лошадей, 81 вол, 65 коров и 52 головы овец, свиней, или коз (296 человек в 1919 году). Согласно списку 1915 года «…русских подданных из австрийских, венгерских или германских выходцев» землевладельцев, опубликованном в газете «Таврические губернские ведомости» в апреле 1915 года, при деревне Гельбрун значатся владевшие участками земли братья Вальц: Иоганн Филиппович — 43 десятин 2100 квадратными саженями, Эмануил Филиппович — 65 дес. 1200 кв. саж., Христиан Филиппович, также 65 дес. 1200 к.с. и Вильгельм Филиппович — 41 дес. 300 кв. саж..
После установления в Крыму Советской власти, по постановлению Крымревкома от 8 января 1921 года была упразднена волостная система и село вошло в состав вновь созданного Владиславовского района Феодосийского уезда, а в 1922 году уезды получили название округов. 11 октября 1923 года, согласно постановлению ВЦИК, в административное деление Крымской АССР были внесены изменения, в результате которых округа ликвидировались и Владиславовский район стал самостоятельной административной единицей. Декретом ВЦИК от 04 сентября 1924 года «Об упразднении некоторых районов Автономной Крымской С. С. Р.» в октябре 1924 года район был преобразован в Феодосийский и село включили в его состав. Согласно Списку населённых пунктов Крымской АССР по Всесоюзной переписи 17 декабря 1926 года, в селе Гейльбрун, Цюрихтальского сельсовета Феодосийского района, числился 71 двор, из них 63 крестьянских, население составляло 253 человека, из них 196 немцев, 34 русских, 8 армян, 7 украинцев, 3 грека, 5 записаны в графе «прочие», действовала немецкая школа I ступени (пятилетка). Постановлением ВЦИК «О реорганизации сети районов Крымской АССР» от 30 октября 1930 года из Феодосийского района был выделен (воссоздан) Старо-Крымский район (по другим сведениям 15 сентября 1931 года) и село включили в его состав. Вскоре после начала Великой Отечественной войны, 18 августа 1941 года, крымские немцы были выселены, сначала в Ставропольский край, а затем в Сибирь и северный Казахстан.
В 1944 году, после освобождения Крыма от фашистов, 12 августа 1944 года было принято постановление № ГОКО-6372с «О переселении колхозников в районы Крыма» и в сентябре того же года в село приехали первые переселенцы, 1268 семей, из Курской, Тамбовской и Ростовской областей, а в начале 1950-х годов последовала вторая волна переселенцев. С 1954 года местами наиболее массового набора населения стали различные области Украины. С 25 июня 1946 года Гейльбрун в составе Крымской области РСФСР. Указом Президиума Верховного Совета РСФСР от 18 мая 1948 года Гейльбрун (вариант Гельбрук) переименовали в Гоголевку. 26 апреля 1954 года Крымская область была передана из состава РСФСР в состав УССР. После ликвидации в 1959 году Старокрымского района село переподчинили Кировскому. К 1960 году, поскольку в «Справочнике административно-территориального деления Крымской области на 15 июня 1960 года» селение уже не значилось, Каштаны присоединили к Приветному (согласно справочнику «Крымская область. Административно-территориальное деление на 1 января 1968 года» — с 1954 по 1968 годы).

### Динамика численности населения
| - 1805 год — 57 чел. - 1825 год — 212 чел. - 1833 год — 274 чел. - 1858 год — 296 чел. - 1864 год — 275 чел. - 1886 год — 268 чел. | - 1889 год — 226 чел. - 1892 год — 122 чел. - 1900 год — 239 чел. - 1905 год — 225 чел. - 1915 год — 125/116 чел. - 1926 год — 253 чел. |

## Известные уроженцы
- Синани, Анатолий Исакович (1942—2021) — заслуженный конструктор России, заместитель генерального директора по научной работе НИИП им. В. В. Тихомирова.